# Кембъл Армстронг
Кембъл Армстронг (на английски: Campbell Armstrong) е шотландски писател, автор на произведения в жанровете трилър и криминален роман и на романизации на филми. Пише под псевдонимите Томас Алтман (Thomas Altman), Камбъл Блек (Campbell Black), Томас Уелдън (Thomas Weldon) и Джефри Кембъл (Jeffrey Campbell) – съвместен с писателя Джефри Кейн.

## Биография и творчество
Кембъл Армстронг, с рождено име Томас Камбъл Блек, е роден на 25 февруари 1944 г. в Глазгоу, Шотландия. Баща му е инженер в корабостроителниците. Завършва философия с бакалавърска степен в Университета на Съсекс. Няколко години работи като художествен редактор в издателствата „Уайденфелд и Никълсън“ и „Гранада“ в Лондон. Жени се за Айлийн Алтман и има трима сина – Ян, Стивън и Кийрон.
В периода 1971-1974 г. се премества в САЩ и преподава творческо писане в Държавния университет на Ню Йорк в Осуего, а в периода 1975-1978 г. в Държавния университет на Аризона, за да допълва скромните си приходи от написаните дотогава произведения. Тъй като има проблеми с алкохола още от Лондон, а и писането го поглъща, бракът му с Айлийн Алтман се разпада. Жени се жени за Ребека Армстронг, която успява да му помогне да контролира пиенето и да пише на пълен работен ден. Живеят в Седона, Аризона. Има доведена дъщеря – Леда. От 1978 г. се посвещава на писателската си кариера.
Първият му роман „The Wanting“ е публикуван през 1966 г. като Камбъл Блек (официално първата му книга е „Assassins and Victims“ от 1968 г.). Става известен като писател с името Кембъл Армстронг. Особено успешни са двете му поредици – „Франк Паган“ – с герой таен агент, специализиран в борбата с тероризма, и „Лу Перлман“ – с герой полицай евреин, самотен и честен, измъчван от злото и формите, които то приема.
След като живее в Англия и САЩ в продължение на много години, той се премества със семейството си през 1991 г. в голяма 30-стайна къща в Шанън, Ирландия.
Кембъл Армстронг умира от рак на 1 март 2013 г. в Дъблин, Ирландия.

## Произведения

### Като Кембъл Армстронг

#### Самостоятелни романи
- Brainfire (1979)
- The Homing (1980) – като Джефри Кембъл
- Agents of Darkness (1991)
- Asterisk (1992)
- A Concert of Ghosts (1992)
- Slattery's Rose (1994)
- Silencer (1997)
Мълчанието на мъртвите, изд.: ИК „Плеяда“, София (2000), прев. Теодора Илиева-Радева
- Blackout (1998)
Фатална слабост, изд. „Мойри“ (2000), прев. Георги Александров
- Deadline (2000)
- I Hope You Have a Good Life (2000)
- The Bad Fire (2001)

#### Серия „Франк Паган“ (Frank Pagan)
1. Jig (1987)
2. Mazurka (1988)
3. White Light (1988)
4. Mambo (1990)
5. Jigsaw (1994)
Конспирацията, изд.: ИК „Плеяда“, София (2001), прев. Марин Загорчев
6. Heat (1996)
Жега, изд. „Мойри“ (2001), прев. Анелия Данилова

#### Серия „Лу Перлман“ (Lou Perlman)
1. The Last Darkness (2002)
2. White Rage (2004)
3. Butcher (2006)

#### Документалистика
- All That Really Matters (2000) – мемоари

### Като Камбъл Блек

#### Самостоятелни романи
- The Wanting (1966)
- Assassins and Victims (1968)
- The Punctual Rape (1970) – награда „Шотландски изкуства“
- Death's Head (1972)
- The Asterisk Destiny (1978)
- Dressed to Kill (1980) – с Брайън Де Палма
- Raiders of the Lost Ark (1981) – романизация на „Похитителите на изчезналия кивот“
- Mr. Apology (1984) – романизация на филма
- Letters from the Dead (1985)
- The Piper (1986)

### Като Томас Алтман

#### Самостоятелни романи
- Kiss Daddy Goodbye (1980)
- The True Bride (1983)
- Black Christmas (1983)
- Dark Places (1984)
- The Intruder (1985)

### Като Томас Уелдън

#### Самостоятелни романи
- The Trader's Wife (1997)
- The Surgeon's Daughter (1998)